# Episodi di Giorno per giorno (serie televisiva 2017) (prima stagione)
La prima stagione della serie televisiva Giorno per giorno, composta da 13 episodi, è stata interamente pubblicata a livello internazionale sul servizio on demand Netflix il 6 gennaio 2017.
| n° | Titolo originale          | Titolo italiano                | Pubblicazione USA | Pubblicazione Italia |
| -- | ------------------------- | ------------------------------ | ----------------- | -------------------- |
| 1  | This Is It                | La quinceañera                 | 6 gennaio 2017    | 6 gennaio 2017       |
| 2  | Bobos and Mamitas         | Bobo e mamita                  | 6 gennaio 2017    | 6 gennaio 2017       |
| 3  | No Mass                   | La domenica                    | 6 gennaio 2017    | 6 gennaio 2017       |
| 4  | A Snowman's Tale          | Pupazzo di neve                | 6 gennaio 2017    | 6 gennaio 2017       |
| 5  | Strays                    | I randagi                      | 6 gennaio 2017    | 6 gennaio 2017       |
| 6  | The Death of Mrs. Resnick | La morte della signora Resnick | 6 gennaio 2017    | 6 gennaio 2017       |
| 7  | Hold, Please              | Attenda, prego                 | 6 gennaio 2017    | 6 gennaio 2017       |
| 8  | One Lie at a Time         | Una bugia per giorno           | 6 gennaio 2017    | 6 gennaio 2017       |
| 9  | Viva Cuba                 | Viva Cuba                      | 6 gennaio 2017    | 6 gennaio 2017       |
| 10 | Sex Talk                  | Parliamo di sesso              | 6 gennaio 2017    | 6 gennaio 2017       |
| 11 | Pride & Prejudice         | Orgoglio e pregiudizio         | 6 gennaio 2017    | 6 gennaio 2017       |
| 12 | Hurricane Victor          | L'uragano Victor               | 6 gennaio 2017    | 6 gennaio 2017       |
| 13 | Quinces                   | La donna del giorno            | 6 gennaio 2017    | 6 gennaio 2017       |

## La quinceañera
- Titolo originale: This Is It
- Diretto da: Pamela Fryman
- Scritto da: Gloria Calderón Kellett e Mike Royce

### Trama
Penelope prova a convincere la sua figlia femminista Elena ad avere una tradizionale quinceañera per celebrare il suo quindicesimo compleanno e onorare le sue radici cubane. Nel frattempo, Alex è in difficoltà nel trovare metodi per diventare popolare a scuola, quindi inizia a fare un po' di shopping online. Quando Penelope dà ad Alex il permesso di comprare un nuovo paio di scarpe, lui abusa della sua fiducia e ne compra diverse in un tentativo di truffare il venditore di scarpe. 

## Bobo e mamita
- Titolo originale: Bobos and Mamitas
- Diretto da: Pamela Fryman
- Scritto da: Becky Mann e Audra Sielaff

### Trama
Quando Penelope ed Elena protestano sul non essere prese sul serio come donne al lavoro e a scuola, Lydia offre consigli da una generazione più vecchia. Penelope ignora il consiglio di Lydia e rimprovera il suo collega sessista, licenziandosi nel processo. Il Dr. Berkowitz capisce che non può dirigere il suo ufficio senza Penelope, e la fa ritornare con un aumento sostanziale. 

## La domenica
- Titolo originale: No Mass
- Diretto da: Phill Lewis
- Scritto da: Sebastian Jones

### Trama
Quando Lydia scompare dopo una dura discussione con sua figlia sulla religione, il corretto svolgimento della famiglia cade a pezzi durante la sua assenza. Penelope non realizza che l'unica cosa che la sostiene con il lavoro, la casa e i suoi figli è sua madre e quando lei sparisce, realizza che sua madre avrà sempre ragione su un sacco di cose. 

## Pupazzo di neve
- Titolo originale: A Snowman's Tale
- Diretto da: Phill Lewis
- Scritto da: Gloria Calderón Kellett e Mike Royce

### Trama
Penelope si ritrova di nuovo a fare appuntamenti dopo che Schneider le mostra come usare un'app online per incontrare persone. Dopo aver trovato un appuntamento, capisce che non è davvero ciò che vuole e che sta cercando qualcosa di più. 

## I randagi
- Titolo originale: Strays
- Diretto da: Phill Lewis
- Scritto da: Peter Murrieta

### Trama
Lydia si insospettisce dell'intesa relazione tra Elena e Carmen. Penelope dopo scopre che le amiche inseparabili stanno mantenendo un grande segreto. 

## La morte della signora Resnick
- Titolo originale: The Death of Mrs. Resnick
- Diretto da: Victor Gonzalez
- Scritto da: Andy Roth

### Trama
Quando la fedele auto di Penelope si rompe per sempre ed è costretta a cambiare auto, incontra uno spirito affine nel posto più impensabile. 

## Attenda, prego
- Titolo originale: Hold, Please
- Diretto da: Victor Gonzalez
- Scritto da: Dan Hernanzed e Benji Samit

### Trama
Persa nel labirinto dell'eccessiva burocrazia del Dipartimento degli affari dei veterani per una visita medica, Penelope raggiunge il limite della sopportazione. Elena invece ha un problema più grande perché Alex era a casa quando non avrebbe dovuto. 

## Una bugia per giorno
- Titolo originale: One Lie at a Time
- Diretto da: Phill Lewis
- Scritto da: Debby Wolfe

### Trama
Penelope dice alla sua famiglia che ha un appuntamento e Lydia dice di andare in chiesa, ma entrambe si recano segretamente altrove. Nel frattempo, Elena è alle prese con un'attrazione, e presto scopre qualcosa di più. 

## Viva Cuba
- Titolo originale: Viva Cuba
- Diretto da: Jody Margolin Hahn
- Scritto da: Michelle Badillo, Caroline Levich e Gloria Calderón Kellett

### Trama
Elena riceve una lettera di congratulazioni che le lascia l'amaro in bocca. Per un progetto scolastico, Alex intervista Lydia, che rivela un segreto di famiglia.

## Parliamo di sesso
- Titolo originale: Sex Talk
- Diretto da: Michael Lembeck
- Scritto da: Becky Mann e Audra Sielaff

### Trama
Quando Penelope trova un video porno sul portatile di Alex, lei cerca di parlare con lui sul sesso, ma la sua riluttante conversazione porta ad una scoperta sorprendente. 

## Orgoglio e pregiudizio
- Titolo originale: Pride & Prejudice
- Diretto da: Linda Mendoza
- Scritto da: Sebastian Jones e Andy Roth

### Trama
Anche se vuole essere accondiscendente e aperta mentalmente, Penelope si sente strana per la rivelazione di Elena. Cercando consigli, instaura un legame inatteso, e presto capisce che questo è ciò che sua figlia vuole ed è quello che deve accettare. 

## L'uragano Victor
- Titolo originale: Hurricane Victor
- Diretto da: Pamela Fryman
- Scritto da: Dan Hernandez, Benji Samit e Peter Murrieta

### Trama
Proprio quando Penelope ricomincia ad avere appuntamenti, il suo ex marito Victor ritorna improvvisamente, riaccendendo vecchi sentimenti. Penelope chiede a Victor se è cambiato e se è pronto ad entrare nelle loro vite, ma una cosa tira l'altra e il passato di Victor è ancora il suo presente. 

## La donna del giorno
- Titolo originale: Quinces
- Diretto da: Pamela Fryman
- Scritto da: Gloria Calderón Kellett e Mike Royce

### Trama
Tutti si mettono al lavoro per preparare la quinceañera di Elena. Mentre provano il loro ballo tra padre e figlia, Elena rivela una verità su sé stessa a suo padre. 